# Anthomyia silvestris
Anthomyia silvestris este o specie de muște din genul Anthomyia, familia Anthomyiidae, descrisă de Donald Henry Colless în anul 1982. Conform Catalogue of Life specia Anthomyia silvestris nu are subspecii cunoscute.